# Clavaria stegasauroides
Clavaria stegasauroides är en svampart som beskrevs av R.H. Petersen 1978. Clavaria stegasauroides ingår i släktet Clavaria och familjen fingersvampar.   Inga underarter finns listade i Catalogue of Life.